# Nußhausen
Nußhausen ist ein Ortsteil der Stadt Riedenburg im niederbayerischen Landkreis Kelheim.

## Geschichte
Ein Eisenhammer zu Nußhausen wird 1796 erwähnt. Angeblich erbaute 1750 Johann Georg Scherer, herrschaftlicher Hauspfleger zu Essing, aus eigenen Mitteln einen Eisen- und Waffenhammer in Nußhausen. Kurz vor seinem Tod schenkte er den Hammer an das Heiliggeist-Stift in Essing. Von dort ging der Besitz zum Abbruch an die Ludwig-Donau-Main-Gesellschaft. Der Hammer wurde vom Wasser der Altmühl betrieben.